# (5200) Pamal
(5200) Pamal est un astéroïde de la ceinture principale.

## Description
(5200) Pamal est un astéroïde de la ceinture principale. Il fut découvert le 11 février 1983 à la station Anderson Mesa par Edward L. G. Bowell. Il présente une orbite caractérisée par un demi-grand axe de 2,24 UA, une excentricité de 0,14 et une inclinaison de 5,9° par rapport à l'écliptique.

## Compléments